# 三加茂駅
三加茂駅（みかもえき）は、徳島県三好郡東みよし町中庄にある、四国旅客鉄道（JR四国）徳島線の駅である。駅番号はB21。
東みよし町合併前の旧町名の名を冠した駅ではあるが、代表駅でもなく小さな無人駅である。これは、1959年に加茂町と三庄村が三加茂町として合併、その後1961年に駅の開業と、合併と開業の時期が重なったため、三加茂町の中央部にある新駅に新町名を名づけたことに由来している。

## 歴史
- 1961年（昭和36年）12月15日：日本国有鉄道（国鉄）徳島本線の駅として開業[1][3]。気動車の旅客のみを取り扱う駅員無配置駅[4]。請願駅[5]。
- 1987年（昭和62年）4月1日：国鉄分割民営化により、四国旅客鉄道の駅となる[1]。
- 1988年（昭和63年）6月1日：線名改称により徳島線の駅となる。

## 駅構造
阿波池田に向かって右側に単式ホーム1面1線を有する地上駅。無人駅で、ホームと待合所があるだけである。

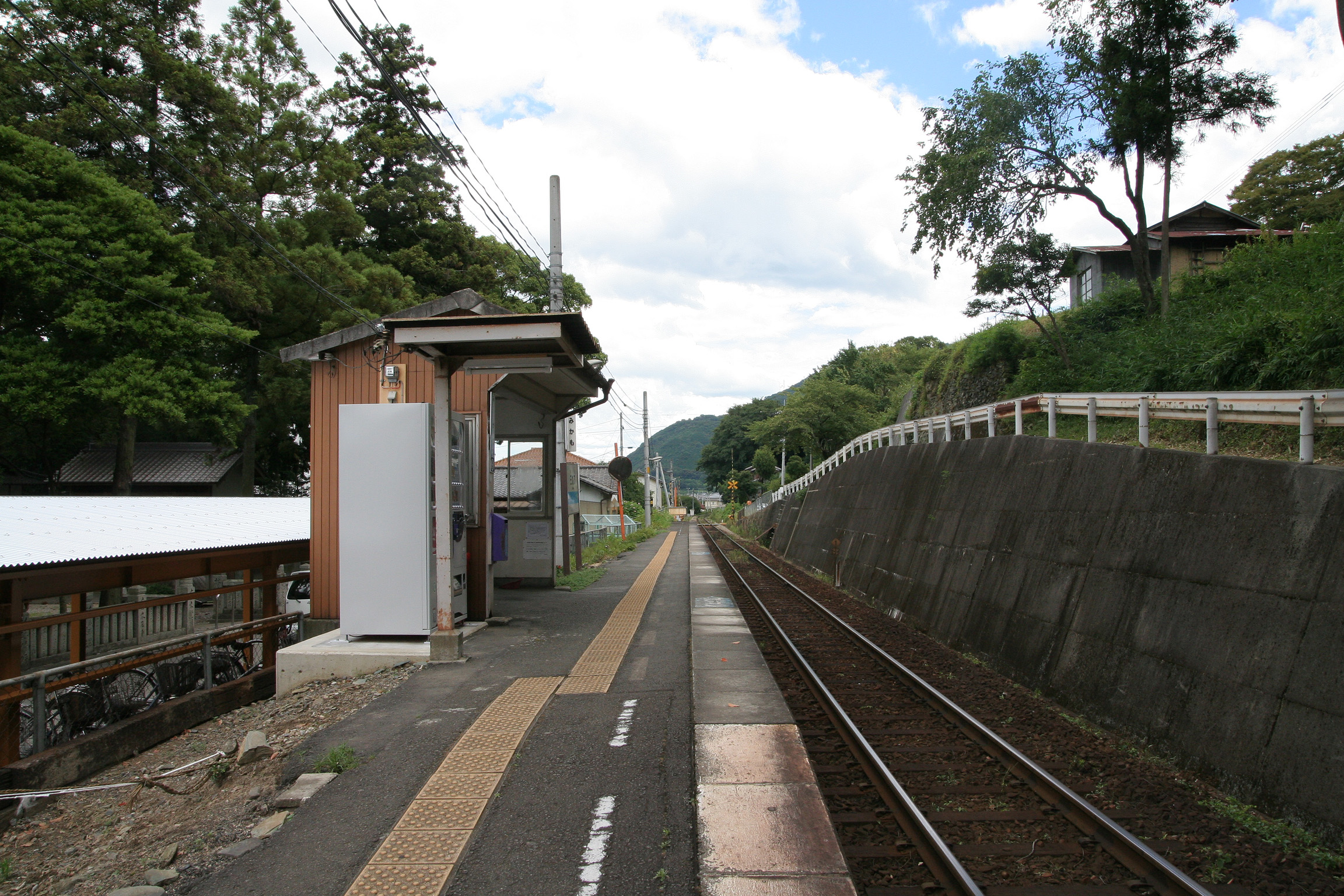
ホーム（2008年8月）

## 駅周辺
- 東みよし町立三庄小学校
- 金丸八幡神社
- 東みよし町歴史民俗資料館
- 国道192号

## 隣の駅
四国旅客鉄道（JR四国）
■徳島線
■普通
江口駅 (B20) - 三加茂駅 (B21) - 阿波加茂駅 (B22)